# Оронгой (посёлок при станции)
Оронго́й — посёлок при станцииОронгой в Иволгинском районе Бурятии. Входит в сельское поселение «Оронгойское».

## География
Находится в 3,5 км к северо-западу от центральной части улуса Оронгой на левобережье реки Оронгой, в полукилометре к северу от главного русла.

## Достопримечательности
- Целебный источник в местности Улзы Добо — место рождения XII Пандито Хамбо-ламы Итигэлова. Находится в 300 м к северу от станции.

## Население
| 2010 |
| ---- |
| 24   |

## Транспорт
Железнодорожная станция Оронгой.
В 1,5 км к западу от станции проходит федеральная автомагистраль А340 Кяхтинский тракт.